# اچ‌ام‌اس کستر (۱۹۱۵)
اچ‌ام‌اس کستر (۱۹۱۵) (به انگلیسی: HMS Castor (1915)) یک کشتی بود که طول آن ۴۴۶ فوت (۱۳۶ متر) بود. این کشتی در سال ۱۹۱۵ ساخته شد.